# Brachionidium ingramii
Brachionidium ingramii är en orkidéart som beskrevs av Carlyle August Luer och Stig Dalström. Brachionidium ingramii ingår i släktet Brachionidium och familjen orkidéer. Inga underarter finns listade i Catalogue of Life.